# Pholidopleurus
Il folidopleuro (gen. Pholidopleurus) è un pesce osseo estinto, appartenente ai folidopleuriformi. Visse tra il Triassico medio e il Triassico superiore (circa 240 - 225 milioni di anni fa) e i suoi resti fossili sono stati ritrovati in Europa.

## Descrizione
Questo pesce era di piccole dimensioni e solitamente non superava i 15 centimetri di lunghezza. Il corpo era molto allungato e snello, ed era ricoperto da scaglie molto alte lungo i fianchi, che si abbassavano mano a mano che ci si avvicinava alla regione caudale. Le scaglie della fila immediatamente sopra contenevano il canale della linea laterale ed erano solo leggermente alte, così come quelle della fila appena sotto. I raggi branchiostegali erano piuttosto stretti e allungati. Le fauci erano dotate di piccoli denti aguzzi. La pinna anale e quella dorsale erano pressoché identiche come forma e dimensioni ed erano opposte fra loro; entrambe erano allungate e poste in posizione molto arretrata, vicino a una pinna caudale profondamente biforcuta.

## Classificazione
Il genere Pholidopleurus venne descritto per la prima volta da Bronn nel 1858, sulla base di fossili provenienti dalla regione di Raibl in Friuli (Italia) e risalenti alla prima parte del Triassico superiore. La specie tipo è Pholidopleurus typus. Altri esemplari provenienti da terreni più antichi (Triassico medio) dei famosi giacimenti di Besano – Monte San Giorgio (tra Italia e Svizzera) sono stati ascritti a un'altra specie, P. ticinensis. 
Pholidopleurus è il genere tipo dei folidopleuriformi, un piccolo gruppo di pesci dal corpo allungato tipici del Triassico, forse affini ai peltopleuriformi. Generi affini sono Australosomus e Macroaethes.

## Paleoecologia
La forma allungata del corpo e la posizione arretrata delle pinne dorsale e anale indicherebbero che Pholidopleurus era un pesce molto veloce, con notevoli capacità locomotorie. Probabilmente si nutriva di pesci più piccoli che catturava grazie a movimenti guizzanti e che tratteneva grazie ai piccoli denti aguzzi simili ad aghi.